# Ponte Ferroviária do Ocreza
A Ponte Ferroviária do Ocreza é uma ponte da Linha da Beira Baixa sobre o Rio Ocreza, em Portugal. 